# Joan of Arc
Joan of Arc – drugi singiel angielskiego zespołu OMD pochodzący z trzeciego albumu studyjnego Architecture & Morality. Singiel wydano 9 października 1981 za pośrednictwem wytwórni DinDisc.